# HMS Eaglet (établissement terrestre)
Le HMS Eaglet est un établissement terrestre de formation  de la Royal Navy, situé à Liverpool, dans le Merseyside au Royaume-Uni. 
La base abrite un certain nombre d'unités, notamment : 
- La Royal Naval Reserve,
- La Royal Marines Reserve Merseyside,
- La Naval Regional Command Northern England,
- La Liverpool URNU,
- Le Sea Cadet Corps,
- Le Royal Navy and Royal Marines Careers Office Liverpool [1].
- Deux patrouilleurs de classe Archer : HMS Biter et HMS Charger.

Une première unité de formation de réserve fut mise en service à Liverpool de 1904 à 1918, sous le nom de HMS Eagle et a été rebaptisée HMS Eaglet en 1918 pour ne pas être confondue avec la mise en service du porte-avions HMS Eagle (1918). 
Pendant la Seconde Guerre mondiale, Eaglet est devenu le quartier général du Commandant en chef des approches occidentales. En 1971, le HMS Eaglet a déménagé dans un nouveau QG au Prince's Dock de Liverpool, sur la rivière Mersey.

## Unités actuelles
- Quartier général, Commandement régional naval du nord de l'Angleterre [2]
  - Commandant régional naval, nord de l'Angleterre et île de Man [3]
- Quartier général, Royal Marine Reserve Merseyside [4]
- Unité navale royale de l'Université de Liverpool [5]

- Navires de patrouille de classe Archer : 
  - HMS Biter (P270) - au service de l'unité navale royale de l'Université de Manchester et de Salford
  - HMS Charger (P292) - au service de l'unité navale royale de l'Université de Liverpool